# La Chapelle-Saint-Sauveur (Saona i Loira)
La Chapelle-Saint-Sauveur és un municipi francès, situat al departament de Saona i Loira i a la regió de Borgonya - Franc Comtat. L'any 2007 tenia 692 habitants.

## Demografia

### Població
El 2007 la població de fet de La Chapelle-Saint-Sauveur era de 692 persones. Hi havia 299 famílies, de les quals 89 eren unipersonals (32 homes vivint sols i 57 dones vivint soles), 113 parelles sense fills, 81 parelles amb fills i 16 famílies monoparentals amb fills.
La població ha evolucionat segons el següent gràfic:
Habitants censats

### Habitatges
El 2007 hi havia 451 habitatges, 307 eren l'habitatge principal de la família, 108 eren segones residències i 36 estaven desocupats. 425 eren cases i 19 eren apartaments. Dels 307 habitatges principals, 275 estaven ocupats pels seus propietaris, 30 estaven llogats i ocupats pels llogaters i 1 estava cedit a títol gratuït; 4 tenien una cambra, 17 en tenien dues, 57 en tenien tres, 102 en tenien quatre i 127 en tenien cinc o més. 287 habitatges disposaven pel capbaix d'una plaça de pàrquing. A 156 habitatges hi havia un automòbil i a 117 n'hi havia dos o més.

### Piràmide de població
La piràmide de població per edats i sexe el 2009 era:
| Homes | Edats   | Dones |
| ----- | ------- | ----- |
| 0     | 95 o +  | 0     |
| 0     | 90 a 94 | 4     |
| 4     | 85 a 89 | 8     |
| 8     | 80 a 84 | 4     |
| 20    | 75 a 79 | 28    |
| 24    | 70 a 74 | 24    |
| 36    | 65 a 69 | 28    |
| 20    | 60 a 64 | 28    |
| 0     | 55 a 59 | 8     |
| 32    | 50 a 54 | 16    |
| 4     | 45 a 49 | 24    |
| 24    | 40 a 44 | 12    |
| 40    | 35 a 39 | 28    |
| 4     | 30 a 34 | 20    |
| 8     | 25 a 29 | 4     |
| 12    | 20 a 24 | 4     |
| 24    | 15 a 19 | 20    |
| 12    | 10 a 14 | 20    |
| 36    | 5 a 9   | 16    |
| 8     | 0 a 4   | 8     |

## Economia
El 2007 la població en edat de treballar era de 408 persones, 272 eren actives i 136 eren inactives. De les 272 persones actives 242 estaven ocupades (135 homes i 107 dones) i 30 estaven aturades (14 homes i 16 dones). De les 136 persones inactives 45 estaven jubilades, 31 estaven estudiant i 60 estaven classificades com a «altres inactius».

### Ingressos
El 2009 a La Chapelle-Saint-Sauveur hi havia 297 unitats fiscals que integraven 645,5 persones, la mediana anual d'ingressos fiscals per persona era de 15.772 €.

### Activitats econòmiques
Dels 23 establiments que hi havia el 2007, 1 era d'una empresa alimentària, 3 d'empreses de fabricació d'altres productes industrials, 7 d'empreses de construcció, 4 d'empreses de comerç i reparació d'automòbils, 2 d'empreses de transport, 2 d'empreses d'hostatgeria i restauració, 1 d'una empresa immobiliària, 1 d'una empresa de serveis, 1 d'una entitat de l'administració pública i 1 d'una empresa classificada com a «altres activitats de serveis».
Dels 12 establiments de servei als particulars que hi havia el 2009, 2 eren tallers de reparació d'automòbils i de material agrícola, 2 paletes, 2 guixaires pintors, 2 fusteries, 1 lampisteria, 1 electricista i 2 restaurants.
L'únic establiment comercial que hi havia el 2009 era una fleca.
L'any 2000 a La Chapelle-Saint-Sauveur hi havia 23 explotacions agrícoles que ocupaven un total de 728 hectàrees.

## Equipaments sanitaris i escolars
El 2009 hi havia una escola elemental integrada dins d'un grup escolar amb les comunes properes formant una escola dispersa.

## Poblacions més properes
El següent diagrama mostra les poblacions més properes.